# Schreckstarre

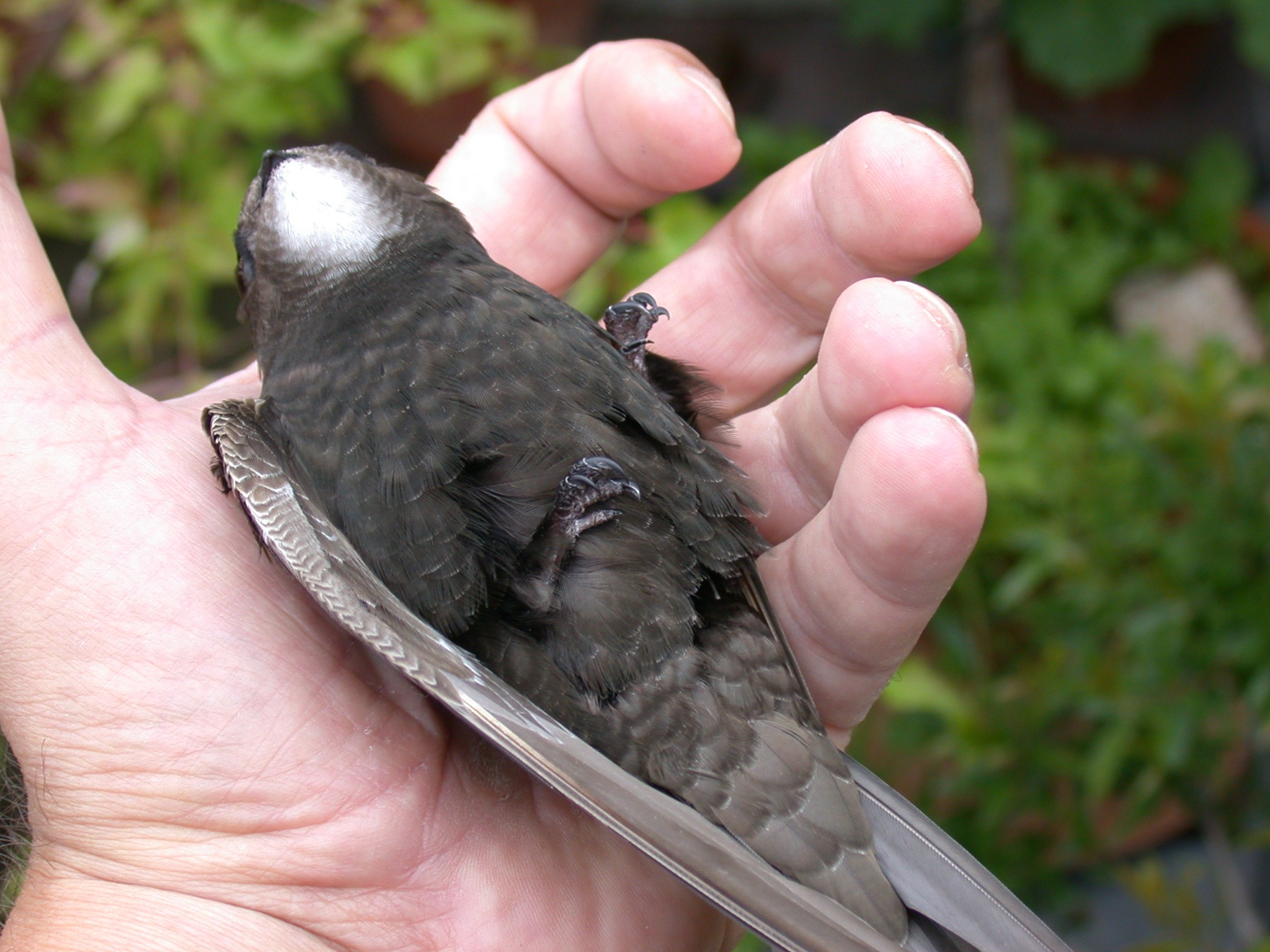
Schreckstarre bei einem gegriffenen Mauersegler-Jungvogel

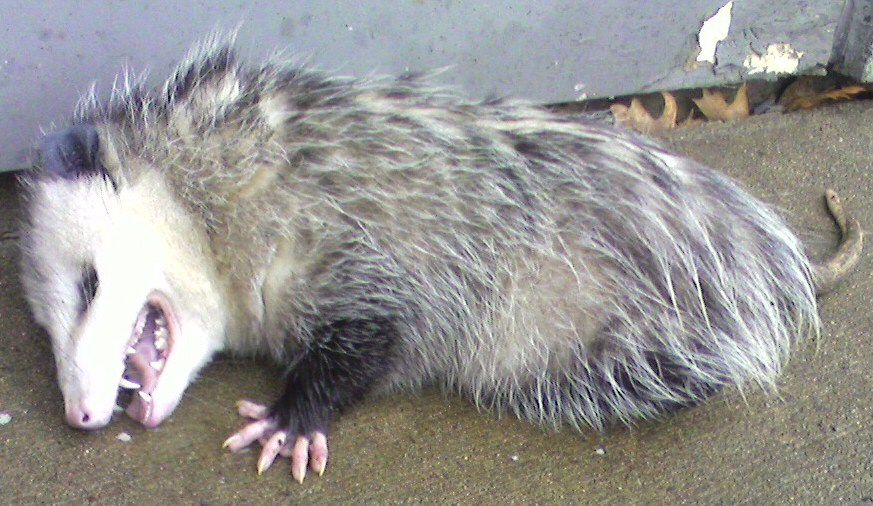
Ein Opossum, das sich tot stellt

Schreckstarre (alternative Bezeichnungen sind Starre, Totstellreflex und Thanatose) ist ein Zustand völliger Bewegungsunfähigkeit. Er tritt ein, wenn ein Tier von einem Beutegreifer bedroht wird oder aus anderen Gründen in eine plötzlich auftretende Stresssituation geraten ist. 

## Definition

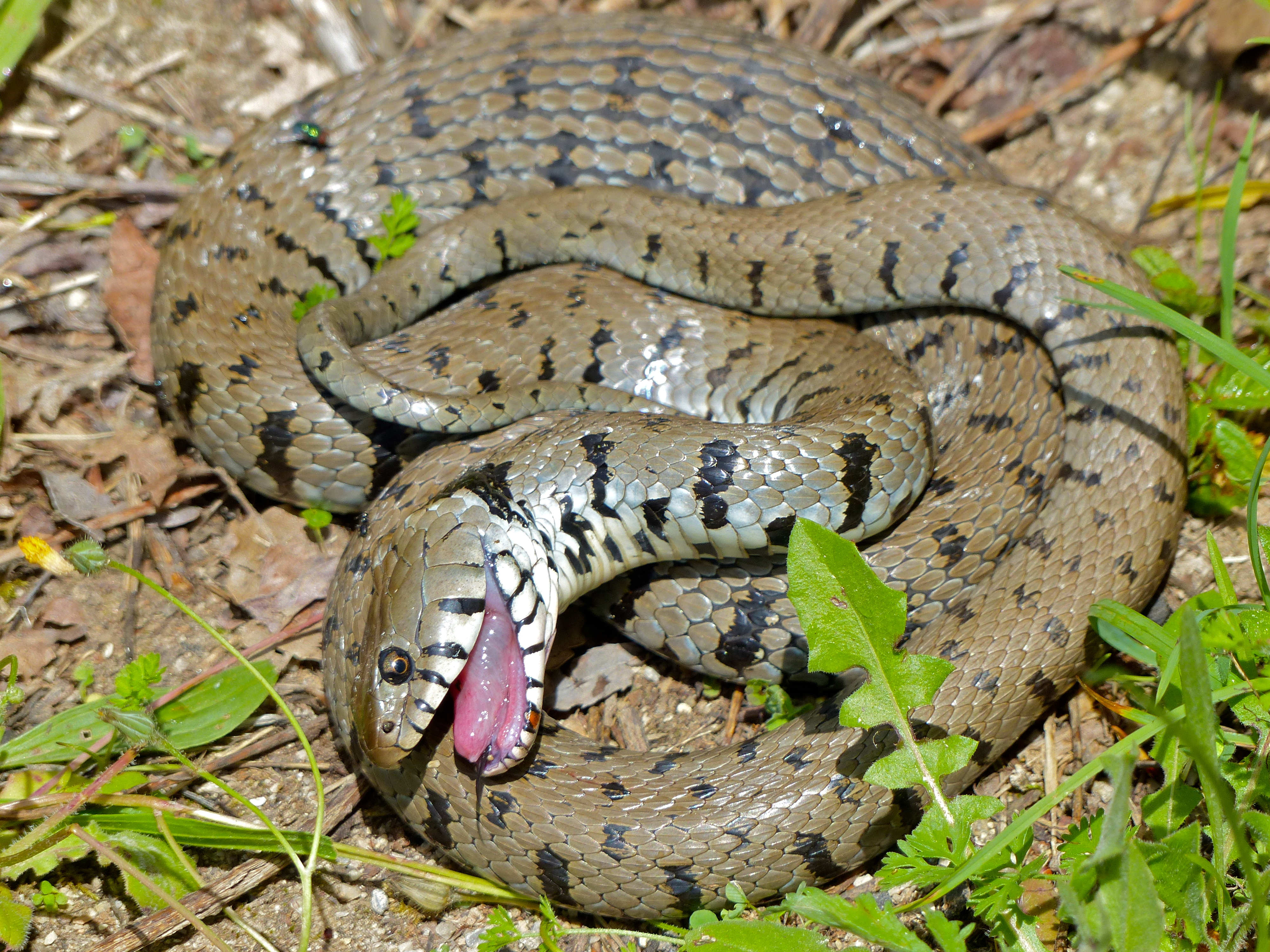
Eine Barrenringelnatter während einer Thanatose.

Tiere imitieren dabei den Zustand des Todes, um für Fressfeinde weniger auffällig und interessant zu sein. Die Schreckstarre ist insofern biologisch zweckmäßig, als manche Fressfeinde primär auf die Bewegung des Beutetieres reagieren (zum Beispiel Schlangen).
Diese Verhaltensweise ist beispielsweise bei Insekten, Spinnen und Vögeln anzutreffen, ferner bei Reptilien, die von Schlangen bedroht werden. Bei Vögeln wird es unter anderem durch eine erzwungene Rückenlage hervorgerufen.
Bereits 1878 beschrieb der englische Physiologe William Preyer das „Sichtotstellen“ kleiner Käfer, wenn sie ergriffen werden.
Oft haben Tiere ihre Augen weit auf, die Gliedmaßen von sich gestreckt und eine heraushängende Zunge. Viele Stabschrecken lassen sich dagegen mit angelegten Beinen fallen, um mit ihrer Ähnlichkeit zu Pflanzenteilen für den Fressfeind nicht mehr auffindbar zu sein. Bei Laborratten wird anhand der Schreckstarre auf die Wirksamkeit verschiedener Medikamente bezüglich Schmerz- und Angstreduktion bzw. auf Mechanismen der Angst- und Furchtverarbeitung geschlossen.
Manche Tiere (beispielsweise das Opossum) imitieren die physiologischen Merkmale des Todes, indem sie die Körpertemperatur, Herzschlagfrequenz sowie Atmungsfrequenz herabsenken und nicht mehr auf die Umwelt reagieren. Manche Froscharten, die sich bei der Schreckstarre auf den Rücken legen, lassen ihre Zunge aus dem Maul hängen und setzen Ammoniak frei, das auch bei Verwesung aktiviert wird. Hakennasennattern bäumen sich bei einem Totstellreflex in einem vermeintlichen Todeskampf auf, bevor sie verdreht liegen bleiben und Blut aus ihrem Maul rinnen lassen.
Ratten flüchten nur, wenn in einer gegebenen Situation eine Fluchtmöglichkeit auch zu erkennen ist; anderenfalls kommt es neben einer Schreckstarre auch zu einer Ausschüttung von körpereigenen Opioiden – unabhängig davon, ob der auslösende Reiz eine Katze (als angeborenes Feindbild) oder ein Elektroschock ist.
Der mögliche adaptive Wert der Schreckstarre wurde experimentell auch bei einer Käferart (Rotbrauner Reismehlkäfer) gegenüber einer Springspinnen-Art als Fressfeind nachgewiesen. Die Springspinnen erbeuteten weniger Mehlkäfer von experimentell erzeugten Zuchtlinien, die eine längere Schreckstarre einhielten, als von solchen, die diese früher wieder lösten.
Bei den Myotonic Goats, einer amerikanischen Ziegenrasse, wird deren ungewöhnliche Schreckstarre durch eine Erbkrankheit (Myotonie) verursacht.

## Schreckstarre beim Menschen
Reflexartige Lähmung oder tonische Immobilität beim akut gewaltbedrohten Menschen kann als Überlebensreaktion interpretiert werden.
Ein Erstarren (auch frozen fright) wird als eine typische Reaktion auch auf die Situation eines sexuellen Übergriffs angesehen.
Vielschichtig betrachtet Stephen Porges das Erstarren im Rahmen seiner Polyvagal-Theorie: Einerseits stellt er eine Immobilisierung unter Angst (immobilization with fear) in einen Zusammenhang mit Tod, Rückzug, Verzweiflung und Depression. Andererseits nimmt er an, dass die Entstehung enger sozialer Bindungen im Zusammenhang mit dem Stillen, der Fortpflanzung und der Ausbildung starker Paarbindungen steht, eine „angstfreie Immobilisierung“ (immobilization without fear) erfordert, die als ein defensives Erstarrungshandeln durch die Beteiligung von Oxytocin reguliert wird.